# Hanne Utreras
Hanne Cristine Utreras Peyrin (n. Concepción, 25 de febrero de 1972) es una arquitecta y política chilena, quien se desempeñó como intendente de la Región de Coquimbo durante el segundo mandato presidencial de Michelle Bachelet.
Realizó sus estudios de Arquitectura en la Universidad del Bío-Bío y tiene un hijo. Hasta 2015 era independiente cercana al Partido por la Democracia.

## Trayectoria política
En marzo de 2006 asumió como Secretaria Regional Ministerial de Obras Públicas para la Región de Coquimbo, desempeñándose en dicho cargo durante todo el primer gobierno de Michelle Bachelet (2006-2010). Durante su gestión se inauguraron obras como el nuevo Estadio Francisco Sánchez Rumoroso, el puerto pesquero artesanal de Coquimbo, el embalse El Bato, el nuevo edificio del MOP en La Serena y la concesión de la Ruta 5 entre La Serena y Vallenar.
El 1 de enero de 2013 asumió como asesora de la Dirección de Obras Municipales de La Serena. Al año siguiente fue designada como intendente de la Región de Coquimbo por la recién electa presidenta Michelle Bachelet. Fue reemplazada por Claudio Ibáñez en julio de 2015.
En 2015 asumió como vicepresidenta del recién creado partido político Fuerza Regional Norte Verde y en julio de 2016 anunció su candidatura a la alcaldía de La Serena.